# Murder on the Campus
Murder on the Campus és una pel·lícula de misteri estatunidenca de 1933 dirigida per Richard Thorpe. La pel·lícula també es coneix com On the Stroke of Nine al Regne Unit. Es basa en la novel·la The Campanile Murders, de Whitman Chambers.

## Argument
El periodista Bill Bartlett està investigant un article sobre estudiants, però aviat es troba investigant un assassinat. Sent un tret procedent d'un campanar de la universitat i es troba com a sospitós d'assassinat quan el capità de policia Ed Kyne el descobreix a l'escena del crim. Bartlett també s'enamora d'una de les principals sospitoses, la Lillian Voyne, i és designat per cobrir la història com a periodista. Després de la mort de dos homes més, Bartlett demana l'ajuda de C. Edson Hawley, respectat professor universitari i detectiu aficionat.

## Repartiment
- Charles Starrett com Bill Bartlett
- Shirley Grey com Lillian Voyne
- J. Farrell MacDonald com capità Ed Kyne
- Ruth Hall com Ann Michaels
- Dewey Robinson com sergent Charlie Lorrimer
- Maurice Black com Blackie Atwater
- Edward Van Sloan com professor C. Edson Hawley
- Jane Keckley com Hilda Lund

## Crítica
TV Guide va escriure: "La trama d'aquest misteri de suspens està desenvolupada amb cura, amb una solució creïble als assassinats"; i Shades of Gray va escriure, "després d'un inici tremolant (amb algunes actuacions força coixes de Starrett i Grey), Murder on the Campus s'ajunta com un petit misteri d'assassinat."